# Pirâmide de culto

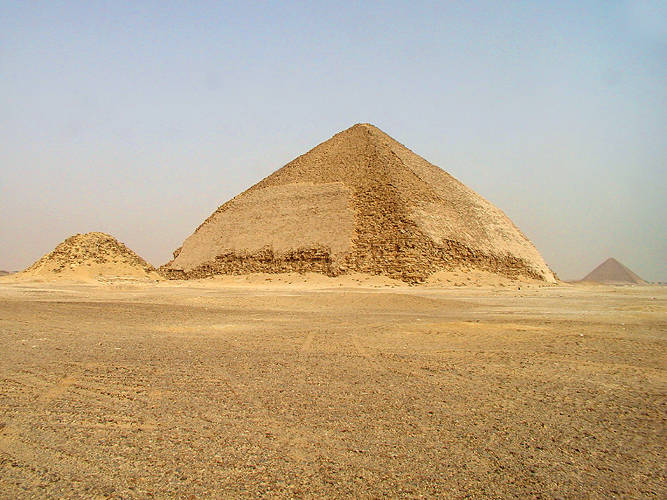
Pirâmide Curvada e sua pirâmide de culto

Pirâmide de culto, no Antigo Egito, era uma pirâmide secundária que era erigida nas imediações de uma pirâmide maior na qual se abrigaria o falecido. A pirâmide de culto mais antiga é aquela da Pirâmide de Meidum, da IV dinastia, que hoje está em grande parte perdida. A melhor preservada é aquela da Pirâmide Curvada. A pirâmide de culto da Pirâmide de Miquerinos foi quiçá reconstruída no decurso da construção do complexo da pirâmide para uma pirâmide da rainha.